# Gelung (Panarukan)
Gelung is een bestuurslaag in het regentschap Situbondo van de provincie Oost-Java, Indonesië. Gelung telt 3899 inwoners (volkstelling 2010).